# Alessandro Covi
Pour les articles homonymes, voir Covi (homonymie).
Alessandro Covi (né le 28 septembre 1998 à Borgomanero dans le Piémont) est un coureur cycliste italien, membre de l'équipe UAE Emirates. Il a notamment remporté une étape du Tour d'Italie en 2022.

## Biographie
Alessandro Covi est né à Borgomanero, mais passe son enfance à Taino. En 2015, il court sa première année chez les juniors (17/18 ans) au sein du Cremonese 1891 Gruppo Arvedi. L'année suivante, il rejoint le Team F.lli Giorgi. Durant ses deux années ches les juniors, il s'illustre avec ses qualités de puncheurs, remportant de nombreuses courses sur le calendrier italien. En 2016, il obtient également des résultats au niveau international, avec des succès sur le Grand Prix Bati-Metallo et sur une étape du Tour du Pays de Vaud. Il se classe aussi deuxième du Grand Prix Rüebliland et quatrième du Tour des Flandres juniors. En fin de saison, il est sélectionné aux championnats d'Europe (45e) et du monde (32e) juniors.
En 2017, pour ses débuts dans la catégorie des espoirs (moins de 23 ans), il rejoint la réputée équipe italienne Colpack. Lors de sa première année, il gagne sur le calendrier national italien la Coppa Cicogna
et le Trofeo Gavardo Tecmor. En 2018, il remporte le Gran Premio La Torre, deux étapes du Tour de la Bidassoa, ainsi que la Coppa Cicogna. Au niveau international, il est deuxième d'une étape du Tour d'Italie espoirs et remporte à l'issue d'une échappée la 6e étape du Tour de l'Avenir après un sprint. En août, il devient stagiaire au sein de l'équipe World Tour UAE Emirates. Lors de la saison 2019, toujours chez Colpack, il obtient comme meilleur résultat une quatrième place au général du Tour d'Italie espoirs derrière trois Colombiens.
En 2020, il passe professionnel avec l'équipe UAE Emirates. Lors de cette première année, marquée par la pandémie de Covid-19, il termine notamment deuxième du Tour des Apennins, huitième de la Coppa Sabatini et neuvième de la Flèche brabançonne.
Après une première partie de saison 2021 sans résultats notables, il prend part au Tour d'Italie, son premier grand tour. Il s'y distingue en terminant à la deuxième place de la onzième étape à Montalcino. Il prend également la troisième place de la quatorzième étape, avec une arrivée en montée au Monte Zoncolan. En juillet, il termine cinquième de la Classique de Saint-Sébastien, son premier top 10 sur une classique du World Tour. En fin de saison, il s'illustre sur les courses italiennes. Il termine troisième et meilleur jeune du Tour de Sicile (derrière Vincenzo Nibali et Alejandro Valverde). Il est ensuite deuxième de la Coppa Bernocchi, neuvième des Trois vallées varésines et troisième de la Coppa Agostoni, ce qui lui permet de remporter le Trittico Lombardo.
Le 12 février 2022, il remporte sa première victoire chez les professionnels lors du Tour de Murcie, où il devance son coéquipier Matteo Trentin. La semaine suivante, il enchaine en gagnant en solitaire la 2e étape du Tour d'Andalousie, ce qui lui permet de porter le maillot de leader pendant deux jours. Le 2 mars, il termine troisième du Trofeo Laigueglia derrière deux coéquipiers. De retour sur le Tour d'Italie, il gagne en solitaire la 20e étape au sommet du Passo Fedaia, après une longue échappée, dont les 50 derniers kilomètres en solitaire. Il s'agit de son premier succès sur le World Tour.

## Palmarès

### Palmarès amateur
- 2015
  - 3e étape des Tre Giorni Orobica
  - 3e des Tre Giorni Orobica
- 2016
  - Grand Prix Bati-Metallo
  - Brescia-Monte Magno
  - 1re étape du Tour du Pays de Vaud
  - Montichiari-Roncone
  - 4e étape des Tre Giorni Orobica
  - 2e des Tre Giorni Orobica
  - 2e du Grand Prix Rüebliland
  - 3e du Giro della Castellania
- 2017
  - Coppa Cicogna
  - Trofeo Gavardo Tecmor
  - 2e du Trophée Almar
  - 2e de la Coppa Ciuffenna
  - 3e de Milan-Tortone
- 2018
  - Gran Premio La Torre
  - 3e et 4e étapes du Tour de la Bidassoa
  - Coppa Cicogna
  - 6e étape du Tour de l'Avenir
  - 2e du Grand Prix de la ville de Pontedera
  - 2e du Tour de la Bidassoa
  - 2e du Grand Prix de la ville de Vinci
  - 2e du Trofeo Sportivi di Briga
  - 2e du Challenge Ciclismoweb
- 2019
  -  Champion d'Italie du contre-la-montre par équipes espoirs
  - Versilia-Michele Bartoli (contre-la-montre par équipes)
  - Trophée Almar
  - 2e de Florence-Empoli
  - 2e du Grand Prix de la ville d'Empoli
  - 2e du Trofeo Sportivi di Briga

### Palmarès professionnel
| - 2020 - 2e du Tour des Apennins - 2021 - Trittico Lombardo - 2e de la Coppa Bernocchi - 3e du Tour de Sicile - 3e de la Coppa Agostoni - 5e de la Classique de Saint-Sébastien - 2022 - Tour de Murcie - 2e étape du Tour d'Andalousie - 20e étape du Tour d'Italie - 3e du Trofeo Laigueglia | - 2023 - 3e du Trofeo Laigueglia - 2024 - 2e du Trophée Matteotti - 2025 - 1re étape du Tour des Abruzzes - 3e étape du Tour des Asturies - 2e du Tour de Hongrie - 2e du championnat d'Italie sur route |  |

## Résultats sur les grands tours

### Tour d'Italie
3 participations : 
- 2021 : 38e
- 2022 : 45e, vainqueur de la 20e étape
- 2023 : non-partant (12e étape)

## Classements mondiaux
| Année                                 | 2018  | 2019  | 2020 | 2021 | 2022 | 2023 | 2024 |
| ------------------------------------- | ----- | ----- | ---- | ---- | ---- | ---- | ---- |
| Classement mondial                    | 1811e | 1561e | 201e | 83e  | 130e | 454e | 483e |
| UCI Europe Tour                       | 1196e | 1036e | 167e | 69e  | 107e | nc   | nc   |
|                                       |       |       |      |      |      |      |      |
| Légende : nc = non classéSource : UCI |       |       |      |      |      |      |      |